# 心霊現象研究協会

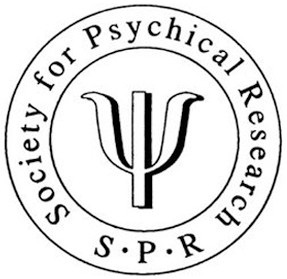
心霊現象研究協会（SPR）のロゴ

心霊現象研究協会（しんれいげんしょうけんきゅうきょうかい、英: The Society for Psychical Research）は、1882年にケンブリッジ大学トリニティ・カレッジの（フレデリック・マイヤーズを含む）心霊主義に関心のあった3人の学寮長によって設立された非営利団体である。この組織は頭文字をとって SPR と略称される。
「心霊研究協会」と訳されることも少なくないが、本来科学的研究を意味する Psychical Research（心霊現象研究）と、元はその訳語でありながら日本独自に心霊主義的に発展した「心霊研究」とは異なる。

## 概要

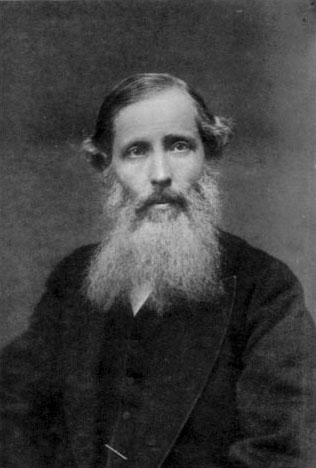
ヘンリー・シジウィック初代会長

初代会長は哲学・倫理学者でもあったヘンリー・シジウィック教授である。一般に、これをもって超心理学元年とされている。
協会の目的は、心霊現象や超常現象の真相を究明するための科学的研究を促進することであった。当初、研究は6つの領野に向けられていた。すなわち、テレパシー、催眠術とそれに類似の現象、霊媒、幽霊、降霊術に関係した心霊現象、そしてこれら全ての現象の歴史である。その計画の一つが幻覚の全国調査であった。
1885年にはアメリカ合衆国でもウィリアム・ジェームズらによって米国心霊現象研究協会 (ASPR) が設立されて、1890年には元祖 SPR の支部になった。有名な支持者には、アルフレッド・テニスン、マーク・トウェイン、ルイス・キャロル、カール・ユング、J・B・ライン、アーサー・コナン・ドイル、アルフレッド・ラッセル・ウォレスなどである。
少なくとも初期は、協会の会員が異端者呼ばわりされたり、その研究が擬似科学だと言われたりするようなことはなかった。
協会は、1884年のブラヴァツキー夫人と神智学協会のトリック暴き（後にこれは協会手続上の瑕疵により、協会としての行動ではなかったと表明）で名をあげ、設立後30年間とりわけ活動的だったが、霊媒のトリックを次々に暴いたりしたため、アーサー・コナン・ドイルなど心霊派の人々が大挙して脱退したこともあった。

## 主な歴代会長のリスト
| 1882-1884 | ヘンリー・シジウィック、哲学者                                             |
| 1892-1894 | A・J・バルフォア、イギリスの首相、バルフォア宣言で有名                     |
| 1894-1895 | ウィリアム・ジェイムズ、心理学者、哲学者                                   |
| 1896-1897 | ウィリアム・クルックス卿、物理学者、化学者                                 |
| 1900      | F・W・H・マイヤース、古典学者、哲学者                                      |
| 1901-1903 | オリバー・ロッジ卿、物理学者                                               |
| 1904      | ウィリアム・フレッチャー・バレット、物理学者                               |
| 1905      | シャルル・リシェ、ノーベル賞受賞生理学者                                   |
| 1906-1907 | ジェラルド・バルフォア、政治家                                             |
| 1908-1909 | エレノア・シジウィック、超心理学者                                         |
| 1913      | アンリ・ベルクソン、哲学者、1927年にノーベル文学賞受賞                     |
| 1915-1916 | ギルバート・マリー、古典文学者                                             |
| 1919      | レイリー卿、物理学者、1904年にノーベル賞受賞                               |
| 1923      | カミーユ・フラマリオン、天文学者                                           |
| 1926-1927 | ハンス・ドリーシュ、ドイツの生物学者、哲学者                               |
| 1935-1936 | C・D・ブロード、哲学者                                                     |
| 1939-1941 | H・H・プライス、哲学者                                                     |
| 1942-1944 | ロバート・ソーレス、心理学者、超心理学者                                   |
| 1965-1969 | アリスター・ハーディ卿、動物学者                                           |
| 1969-1971 | ウィリアム・アルバート・ヒュー・ラシュトン、生理学者、ケンブリッジ大学教授 |
| 1980      | J・B・ライン、超心理学者                                                   |
| 1999-2004 | バーナード・カー、ロンドン大学の数学、天文学の教授                         |